# Ẽ̦
Cette page contient des caractères spéciaux ou non latins. S’ils s’affichent mal (▯, ?, etc.), consultez la page d’aide Unicode.
Ẽ̦ (minuscule : ẽ̦), appelé E tilde virgule souscrite, est un graphème utilisé en letton par certains auteurs lorsque l’intonation syllabique est indiquée. Il s’agit de la lettre E diacritée d’un tilde et d’une virgule souscrite.

## Utilisation
En letton, ‹ ẽ̦ › est utilisé par certains auteurs quand l’intonation syllabique est indiquée, par exemple dans la transcription de ẽ̦ka dans le dictionnaire Mīlenbahs-Endzelīns numérique. Le e tilde cédille ‹ ȩ̃ › est aussi parfois utilisé à sa place.

## Représentations informatiques
Le E tilde virgule souscrite peut être représenté avec les caractères Unicode suivants :
- composé et normalisé NFC (latin étendu - 1, diacritiques) :

| formes    | représentations | chaînes de caractères | points de code | descriptions                                                  |
| --------- | --------------- | --------------------- | -------------- | ------------------------------------------------------------- |
| capitale  | Ẽ̦               | Ẽ◌̦                    | U+1EBC U+0326  | lettre majuscule latine e tilde diacritique virgule souscrite |
| minuscule | ẽ̦               | ẽ◌̦                    | U+1EBD U+0326  | lettre minuscule latine e tilde diacritique virgule souscrite |

- décomposé et normalisé NFD (latin de base, diacritiques) :

| formes    | représentations | chaînes de caractères | points de code       | descriptions                                                              |
| --------- | --------------- | --------------------- | -------------------- | ------------------------------------------------------------------------- |
| capitale  | Ẽ̦               | E◌̦◌̃                   | U+0045 U+0326 U+0303 | lettre majuscule latine e diacritique virgule souscrite diacritique tilde |
| minuscule | ẽ̦               | e◌̦◌̃                   | U+0065 U+0326 U+0303 | lettre minuscule latine e diacritique virgule souscrite diacritique tilde |